# Dendrocalamus hait
Dendrocalamus hait är en gräsart som beskrevs av Elizabeth A. Widjaja. Dendrocalamus hait ingår i släktet Dendrocalamus och familjen gräs. Inga underarter finns listade i Catalogue of Life.